# Otiothops pentucus
Otiothops pentucus is een spinnensoort uit de familie Palpimanidae. De soort komt voor op de Maagdeneilanden.